# Vikenegga
Die Vikenegga ist ein 1955 m hoher Berg in der Heimefrontfjella des ostantarktischen Königin-Maud-Lands. In den Kottasbergen ragt er im nördlichen Abschnitt des Helsetskarvet auf. Ein markanter Gipfel seines Massivs ist die Wallnerspitze.
Wissenschaftler des Norwegischen Polarinstituts benannten ihn 1985. Namensgeber ist Kaare Viken (1905–1986), ein Anführer der Widerstandsbewegung gegen die deutsche Besatzung Norwegens im Zweiten Weltkrieg.